# 陟州
陟州，唐朝时设置的州。
武德二年（619年），河内民李厚德以浊鹿城（遗址在今河南省修武县东北李固村南）来降，置陟州，并置修武县（今河南省获嘉县），即陟州治所。武德四年（621年），徙县治故修武，更修武县为武陟县，别置修武县；同年，废陟州，修武县改隶殷州。
唐朝陟州刺史
- 李育德（619年）
- 卫须拔（619年）
- 李厚德（620年）
- 郑海（621年）